# Ісмаел Кортінас
Ісмаель Кортінас (1884–1940) — уругвайський політичний діяч, журналіст і драматург.

## Життєпис
Ісмаель Кортінас народився 17 червня 1884 в Сан-Хосе-де-Майо, Уругвай, син Мігеля Кортінаса та Лаури Вентури Пелаес Масіель.
Вступив до Університету республіки (Республіканський університет (Уругвай), але так і не закінчив його.
Кортінас за професією був журналістом.
Також писав п'єси, зокрема комедію «La rosa natural».
Він був одним з кількох уругвайських авторів, які процвітали в Буенос-Айресі в період реалізму в театрі ріоплатензи на рубежі 20 століття, іншими були Отто Мігель Сіоне (1875—1945), Едмундо Б'янкі (1880—1965) та Оросман Мораторіо (1883—1929). 
Кортінас помер у Монтевідео в 1940.

## Політична кар'єра
Кортінас працював депутатом Республіки з 1915 по 1925, членом Національної партії (Уругвай).
Згодом служив сенатором Республіки з 1925 по 1929, і служив головою Сенату в 1929.
Був членом Національної адміністративної ради з 1929 по 1933 роки. Відзначався своїми розбіжностями у поглядах з президентом Уругваю Габріелем Террою, особливо з 1933.

### Неоднозначність та спадщина
Його прізвище не слід плутати з містом Ісмаель Кортінас, департамент Флорес, який був названий на його честь у 1950.

## Дивитися також
- Політика Уругваю